# Mike Pniewski
Michael Angelo Pniewski (* 20. April 1961 in Los Angeles, Kalifornien) ist ein US-amerikanischer Schauspieler.

## Leben
Nach seinem Schulabschluss 1980 an der Westminster High School studierte Pniewski an der University of California, Los Angeles Schauspiel und schloss sein Studium 1983 mit einem Bachelor ab. Anschließend konnte er sich als Nebendarsteller vor allen Dingen in kleineren Rollen, hauptsächlich als Polizist, Staatsdiener oder Sheriff, im Filmbereich durchsetzen.

## Filmografie (Auswahl)

### Film
- 1986: Hummeln im Hintern (Modern Girls)
- 1987: Die Jugend des Magiers (Young Harry Houdini)
- 1987: Mel Brooks’ Spaceballs (Spaceballs)
- 1987: Straße nach Nirgendwo (Destination America)
- 1990: Die Spur des Todes (Revealing Evidence: Stalking the Honolulu Strangler)
- 1990: Luke, der einzige Zeuge (Child in the Night)
- 1991: Das Leben stinkt (Life Stinks)
- 1991: Die Mütter-Mannschaft (Backfield in Motion)
- 1996: Die Jury (A Time to Kill)
- 1996: Larry Flynt – Die nackte Wahrheit (The People vs. Larry Flynt)
- 1996: Mutter mit Fünfzehn (Our Son, the Matchmaker)
- 1996: Sommer der Angst (Summer of Fear)
- 1997: Lebendig begraben 2 (Buried Alive II)
- 1998: The Gingerbread Man
- 1999: Auf die stürmische Art (Forces of Nature)
- 2000: Gegen jede Regel (Remember the Titans)
- 2003: Das Urteil – Jeder ist käuflich (Runaway Jury)
- 2003: Two Soldiers
- 2004: Anatomie einer Entführung (The Clearing)
- 2005: Heilende Quellen (Warm Springs)
- 2006: Ein vollkommener Tag (A Perfect Day)
- 2006: Sie waren Helden (We Are Marshall)
- 2007: Das ultimative Geschenk (The Ultimate Gift)
- 2009: Die Schein-Hochzeit (My Fake Fiance)
- 2009: Party Animals 3 – Willkommen auf der Uni (Van Wilder: Freshman Year)
- 2010: Girls Club 2 – Vorsicht bissig! (Mean Girls 2)
- 2011: Mein Freund der Delfin (Dolphin Tale)
- 2011: Mein Freund aus der Zukunft (My Future Boyfriend)
- 2012: A Smile As Big As the Moon
- 2013: Safe Haven – Wie ein Licht in der Nacht (Safe Haven)
- 2014: The Good Lie – Der Preis der Freiheit (The Good Lie)
- 2017: Der Fall Jesus (The Case for Christ)
- 2017: Barry Seal: Only in America (American Made)
- 2019: Der Fall Richard Jewell (Richard Jewell)
- 2023: Reptile

### Serie
- 1985–1987: Ein Engel auf Erden (Highway to Heaven; zwei Folgen)
- 1987: California Clan (Santa Barbara, drei Folgen)
- 1987–1989: Die Schöne und das Biest (Beauty and the Beast, zwei Folgen)
- 1988–1994: L.A. Law – Staranwälte, Tricks, Prozesse (L.A. Law, vier Folgen)
- 1988–1989: Matlock (zwei Folgen)
- 1991–1992: Die Staatsanwältin und der Cop (Reasonable Doubts, sechs Folgen)
- 1998–2001: Dawson’s Creek (zwei Folgen)
- 2002–2007: Law & Order (drei Folgen)
- 2004–2009: CSI: Miami (zwei Folgen)
- 2006–2010: Criminal Intent – Verbrechen im Visier (Law & Order: Criminal Intent, sechs Folgen)
- 2006: Reich und schön (The Bold And The Beautiful, drei Folgen)
- 2006: Die Sopranos (The Sopranos, Fernsehserie, Folge 6x05)
- 2010–2012: Good Wife (The Good Wife, sieben Folgen)
- 2011–2012: Army Wives (drei Folgen)
- 2014: Resurrection (eine Folge)
- 2014–2015: Halt and Catch Fire (fünf Folgen)
- 2014–2016: Blue Bloods – Crime Scene New York (4 Folgen)
- 2014–2019: Madam Secretary (22 Folgen)
- 2022: Law & Order: OC (2x16)